# Saussurea subacaulis
Saussurea subacaulis là một loài thực vật có hoa trong họ Cúc. Loài này được (Ledeb.) Serg. miêu tả khoa học đầu tiên năm 1941.